# Xulhaz Mannan
Xulhaz Mannan (bengali : জুলহাজ মান্নান, 13 octobre 1976 - 25 avril 2016) est un employé de l'ambassade des États-Unis à Dacca et le rédacteur en chef du premier et seul magazine LGBT du Bangladesh. Il a été tué dans son appartement, de même que son compagnon, lors d'une attaque au couteau.

## Biographie
Sa mère est retraitée du ministère de l'éducation et son frère aîné était le vice-président de la bourse de Dacca. Son père, mort il y a quelques années, a participé activement au mouvement d'indépendance du Bangladesh en 1971.
Né le 13 octobre 1976, Xulhaz Mannan a étudié à l'université de Dacca. En 2003, il reçoit son diplôme de master en sciences sociales en études de la paix et des conflits. Il entre à l'ambassade des États-Unis en tant que fonctionnaire du protocole à partir de 2015 puis arrive à US AId en septembre 2015.
Il était le rédacteur en chef de Roopbaan, un magazine lancé en 2014, le seul destiné à un lectorat LGBT,. Il travaillait dans le secteur des droits humains, en particulier pour la communauté LGBT au Bangladesh. Il avait réussi à organiser un « rallye arc-en-ciel » à Dacca le 14 avril 2015, bien que le rallye ait été annulé par la police en 2016.
Le 17 avril 2016, le premier ministre du Bangladesh Sheikh Hasina a critiqué ses écrits en les comparant à de la pornographie.

## Assassinat
Il avait reçu des menaces de mort après avoir organisé un « Rainbow Rally » pour la jeunesse LGBT au début d'avril 2016. Il est tué dans son appartement avec son ami Mahbub Rabbi Tonoy dans une attaque à l'arme blanche. Un témoin a déclaré avoir vu cinq hommes quitter les lieux en clamant « Allahu Akbar » (Allah est grand). Ansar-al-Islam, un groupe lié à Al-Qaïda, a revendiqué les meurtres,. Leurs assassinats s'inscrivent dans une série de meurtres d'activistes , blogueurs et intellectuels dans cette même période au Bangladesh où l'homosexualité est pénalisé au titre de l'article 377 du Code pénal.

## Réactions
- L'USAID a publié une déclaration qui le décrit comme « un défenseur des droits humains dévoué et courageux[11] ».
- Le Département d'État des États-Unis a déclaré à Reuters : « Nous sommes indignés par l'attaque barbare sur M. Xulhaz Mannan, un membre très cher de notre famille à l'ambassade et un courageux défenseur des droits humains et LGBTI[14] ».
- L'ambassadrice des États-Unis au Bangladesh, Marcia Bernicat, a condamné le meurtre en déclarant : « Nous méprisons cet acte de violence absurde[15] ».
- Le Secrétaire d'État des États-Unis John Kerry a téléphoné au Premier ministre Sheikh Hasina pour l'exhorter à arrêter les tueurs[16].